# Marjan Maučec
Marjan Maučec, slovenski poslovnež in politik, * 6. april 1959.
Med letoma 2002 in 2007 je bil član Državnega sveta Republike Slovenije.